# Gareth Barry
Gareth Barry (* 23. února 1981 Hastings) je bývalý anglický profesionální fotbalista, který hrál na pozici defensivního či středního záložníka. Se 653 nasbíranými starty v Premier League je rekordmanem soutěže, kariéru však ukončil v tehdy druholigovém West Bromwichi Albion. Mezi lety 2000 a 2012 odehrál také 53 zápasů v dresu anglické reprezentace, ve kterých vstřelil 3 branky.

## Klubová kariéra
- Brighton & Hove Albion FC (mládež)
- Aston Villa FC (mládež)
- Aston Villa FC 1998–2009
- Manchester City FC 2009–2014
- →  Everton FC (hostování) 2013–2014
- Everton FC 2014–2017
- West Bromwich Albion FC 2017–2020

## Reprezentační kariéra
Barry nastupoval v anglických mládežnických reprezentacích U16, U18 a U21.
V A-týmu Anglie debutoval 31. 5. 2000 v přátelském zápase proti reprezentaci Ukrajiny. Celkově za anglický národní výběr odehrál 53 zápasů a vstřelil v nich 3 branky. Zúčastnil se EURA 2000 v Belgii a Nizozemsku, a MS 2010 v Jihoafrické republice.